# Deco (fumettista)
Deco, pseudonimo di Elisabetta Decontardi (Voghera, 1º ottobre 1973), è un'illustratrice italiana, nota in particolare per la serie InkSpinster.

## Biografia
Benché sostenga di amare molto più l'illustrazione che il fumetto inizia proprio dai fumetti nel 2000. In questo campo è un'assoluta autodidatta, non avendo fatto alcuna scuola di disegno o artistica. Nel 2001 crea InkSpinster che verrà pubblicato per la prima volta nel 2003. Lavora principalmente come illustratrice collaborando con quotidiani, riviste, pubblicità e libri per bambini. Vive nell'Oltrepò Pavese.

## L'opera
Inizia a pubblicare InkSpinster nel 2003.

### Premi
Nell'ottobre del 2004 vince il sesto concorso nazionale di fumetto indetto da PAN e Associazione nuvoloso. La storia viene pubblicata al Lucca Comics.

## Pubblicazioni
Deco ha pubblicato due raccolte di InkSpinster. I suoi disegni sono inoltre apparsi in varie pubblicazioni. Tra le pubblicazioni principali:
- Prima raccolta InkSpinster. (Lilliput editore - settembre 2003). Si tratta di una pubblicazione "print on demand" ormai fuori catalogo e reperibile solo nel mercato dei collezionisti
- "STRRRIPPIT!" autori vari, a cura di Max Olla (Editore GRRRZETIC - settembre 2007)  ISBN 9788895287034
- Seconda raccolta InkSpinster "INKSPINSTER". (Editore GRRRZETIC - settembre 2008) ISBN 9788895287072

### Illustrazioni
- Illustrazioni per il libro "Robe che fanno girare gli ammennicoli", Diego Parassole (Ed. Kowalski - marzo 2005).
- Illustrazioni su pubblicazioni edite da Smile, Mondadori, Messaggero Edizioni Padova, San Paolo Edizioni, GUT (Smemoranda), Comma 22